# Gebienocamaria angulicollis
Gebienocamaria angulicollis là một loài bọ cánh cứng trong họ Tenebrionidae. Loài này được Fairmaire miêu tả khoa học đầu tiên năm 1896.